# Ukrainische Badmintonmeisterschaft 2011
Die Ukrainische Badmintonmeisterschaft 2011 fand vom 1. bis zum 4. Februar 2011 in Charkiw statt.

## Sieger und Platzierte
| Disziplin    | Gold                                       | Silber                          | Bronze                          |
| ------------ | ------------------------------------------ | ------------------------------- | ------------------------------- |
| Herreneinzel | Dmytro Zavadsky                            | Valeriy Atrashchenkov           | Vitaliy Konov                   |
| Dameneinzel  | Larisa Griga                               | Elena Prus                      | Mariya Ulitina                  |
| Herrendoppel | Valeriy Atrashchenkov Vladislav Druzchenko | Dmytro Zavadsky Vitaliy Konov   | Dmytro Karpenko Sergey Jakovlev |
| Damendoppel  | Anna Kobceva Elena Prus                    | Natalya Voytsekh Mariya Ulitina | Olga Nadtochi Olga Pyvovarova   |
| Mixed        | Valeriy Atrashchenkov Elena Prus           | Dmytro Zavadsky Larisa Griga    | Georgiy Natarov Anna Kobceva    |